# TM9SF2
TM9SF2‏ (Transmembrane 9 superfamily member 2) هوَ بروتين يُشَفر بواسطة جين TM9SF2 في الإنسان.